# Soichi Sakamoto
Soichi Sakamoto (6 août 1906 - 29 septembre 1997) est un entraîneur de natation américain qui a mis au point des méthodes d'entraînement maintenant devenues la norme dans tout le sport. Nombre de ses élèves ont connu un grand succès à l'échelle nationale ou internationale. Il a été intronisé au International Swimming Hall of Fame,, au Temple de la Renommée de l'Hawaii Sports  et de l'American Swimming Coaches Association et est membre du Cercle d'honneur des sports de l'Université d'Hawaï.

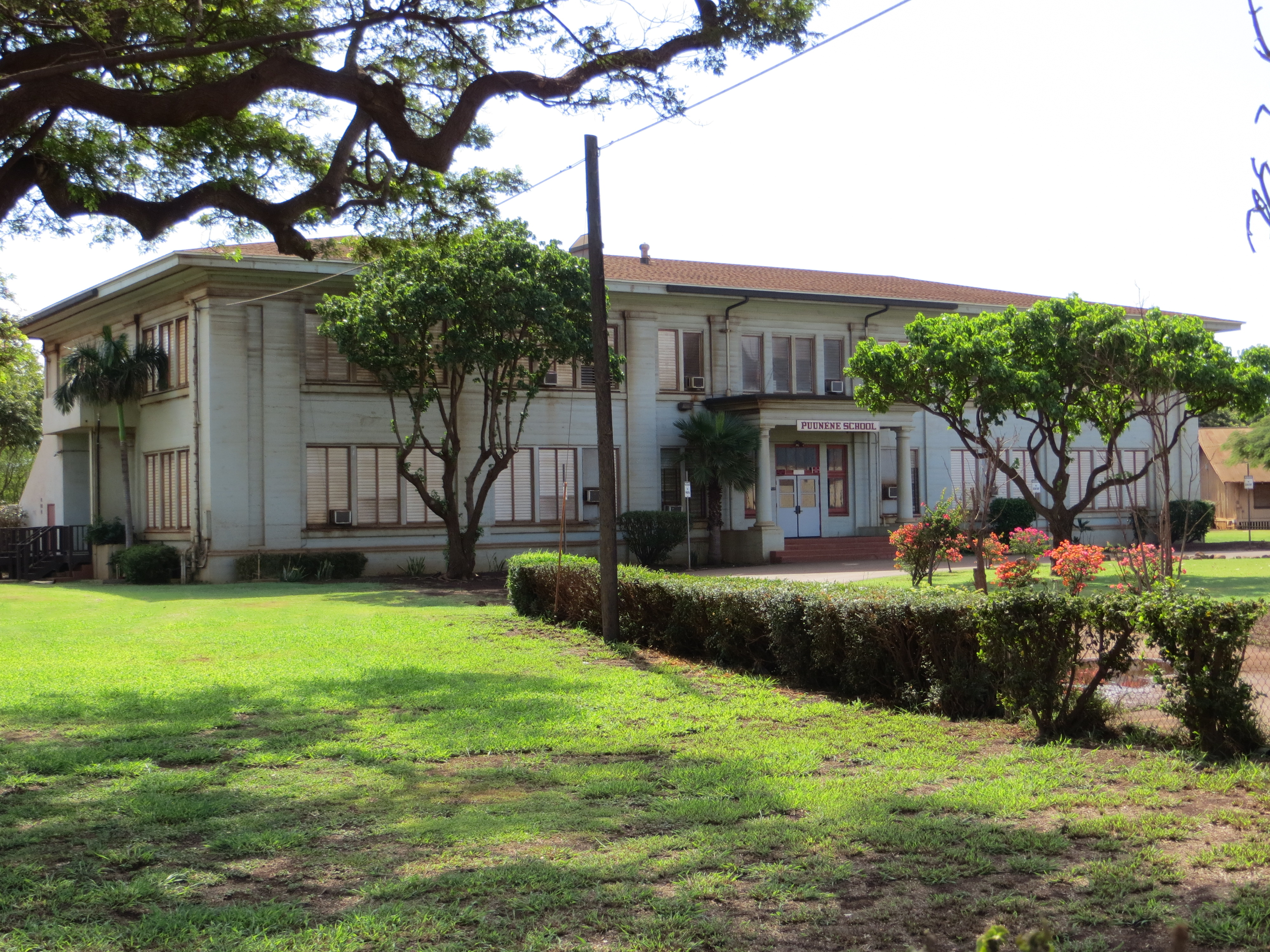
École Puunene.

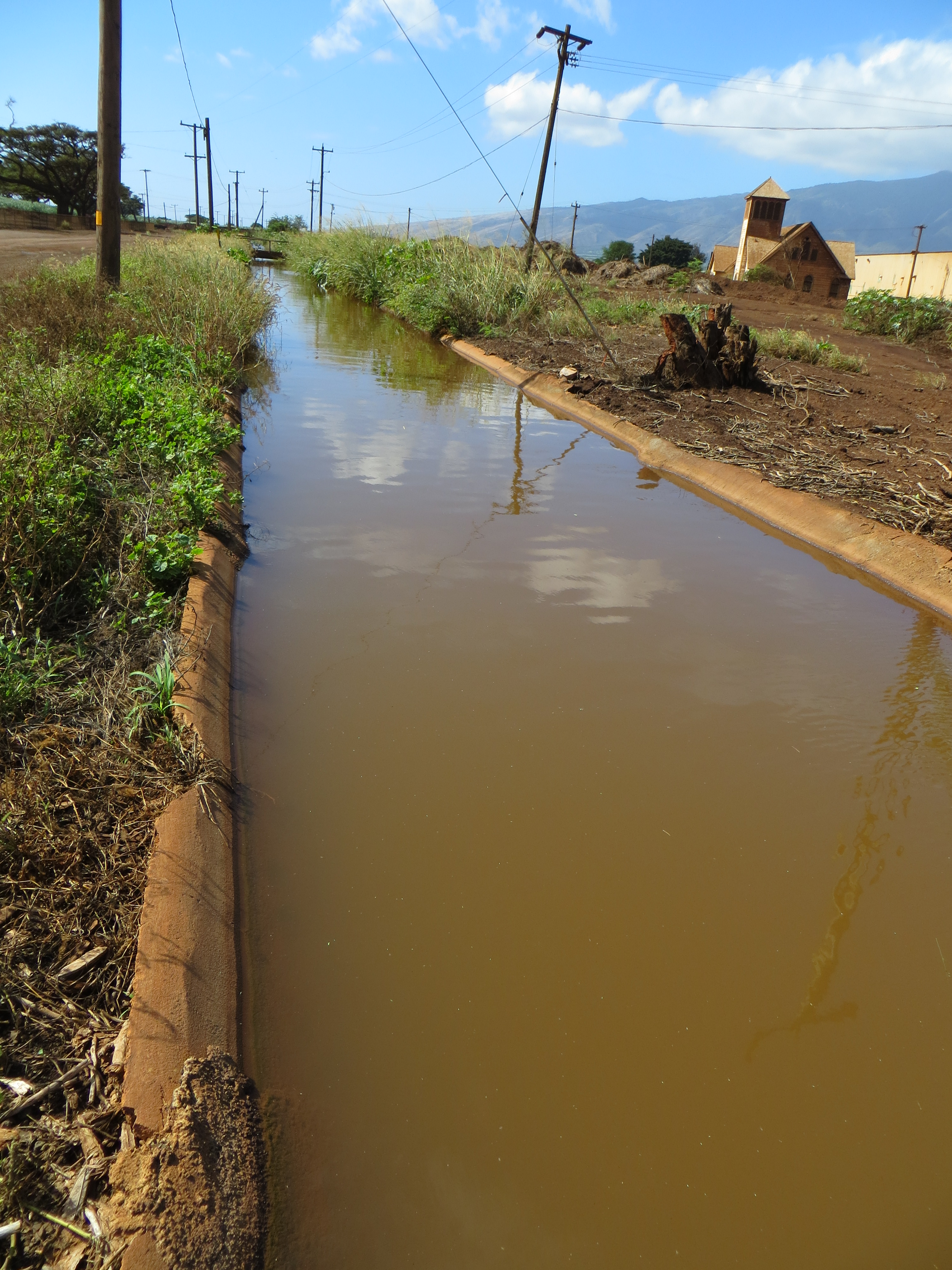
Un fossé d'irrigation (devant l'école Puunene) dans lequel les élèves de Sakamoto s'entraînaient parfois.

## Biographie
Sakamoto est professeur de sciences à l'école Puunene de Maui, à Hawaï, et ne connaît pas grand chose à la natation au départ, . Néanmoins, il crée le « Three-Year Swim club » en 1937 pour les enfants des travailleurs pauvres des plantations de canne à sucre. Le nom du club reflète son objectif d'intégrer ses élèves dans l'équipe olympique en trois ans. Alors que certains de ses élèves se sont effectivement qualifiés, les Jeux olympiques d'été de 1940 sont annulés en raison de la Seconde Guerre mondiale. Cependant, son équipe remporte les championnats nationaux par équipes en extérieur de l'Amateur Athletic Union en 1939, 1940 et 1941.
Il est entraîneur de natation à l'Université d'Hawaï de 1946 à 1961 et entraîneur adjoint de l'équipe olympique américaine de natation de 1952 à 1956. À partir des Jeux olympiques d'été de 1948, Sakamoto a atteint son objectif ; un certain nombre de ses élèves ont non seulement participé aux Jeux olympiques, mais ils ont été médaillés.
Il est le premier à utiliser l'entraînement fractionné dans le sport. Faute de piscine, il entraîne ses élèves dans des fossés d'irrigation, en nageant à contre-courant, une forme d'entraînement à la résistance.

## Étudiants notoires
Parmi ses étudiants, on peut citer:
- Takashi "Halo" Hirose - champion national du 100 mètres en 1941, champion de la NCAA et triple champion All-American
- Thelma Kalama - membre de l'équipe féminine du relais 4 × 100 mètres nage libre gagnante des Jeux olympiques de 1948
- Evelyn Kawamoto - championne nationale 1949 du 300 mètres quatre nages individuel et du 200 mètres brasse, double médaillée de bronze aux Jeux olympiques de 1952
- Keo Nakama - détenteur du record du monde du mile
- Bill Smith - double médaillé d'or aux Jeux olympiques de 1948 et détenteur du record du monde dans quatre épreuves